# Choephora fungorum
Choephora fungorum là một loài bướm đêm thuộc họ Noctuidae. Nó được tìm thấy ở miền đông Bắc Mỹ, từ miền nam Ontario, Pennsylvania, và miền nam Michigan, phía nam đến bờ biển bịnh của miền bắc Florida và phía tây đến Trung Kansas và miền đông Texas.
Sải cánh dài 33–47 mm. Con trưởng thành bay từ tháng 9 đến tháng 11 tùy theo địa điểm.
Ấu trùng ăn Trifolium, Nicotiana và hạt cây thân thảo. 

## Hình ảnh

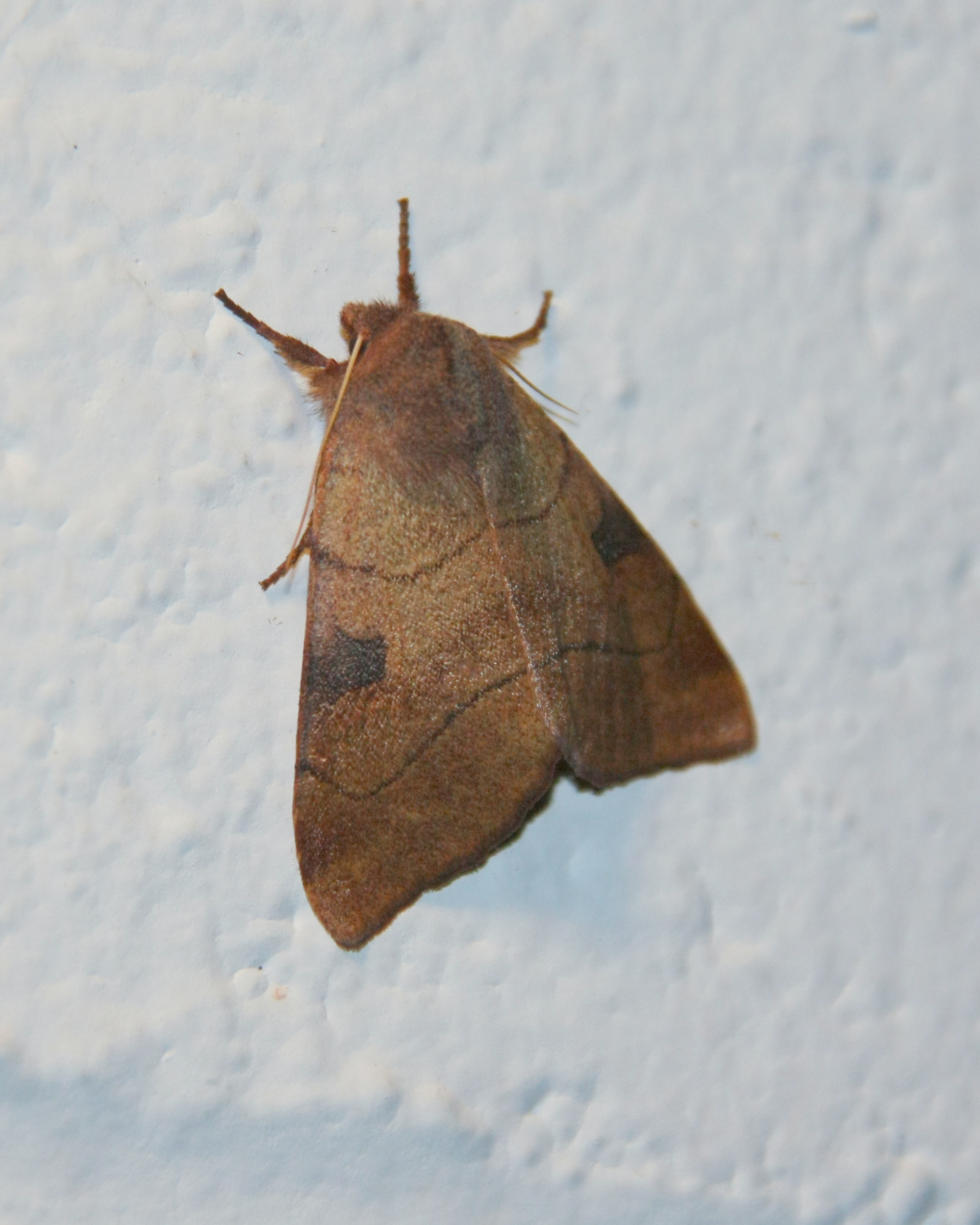
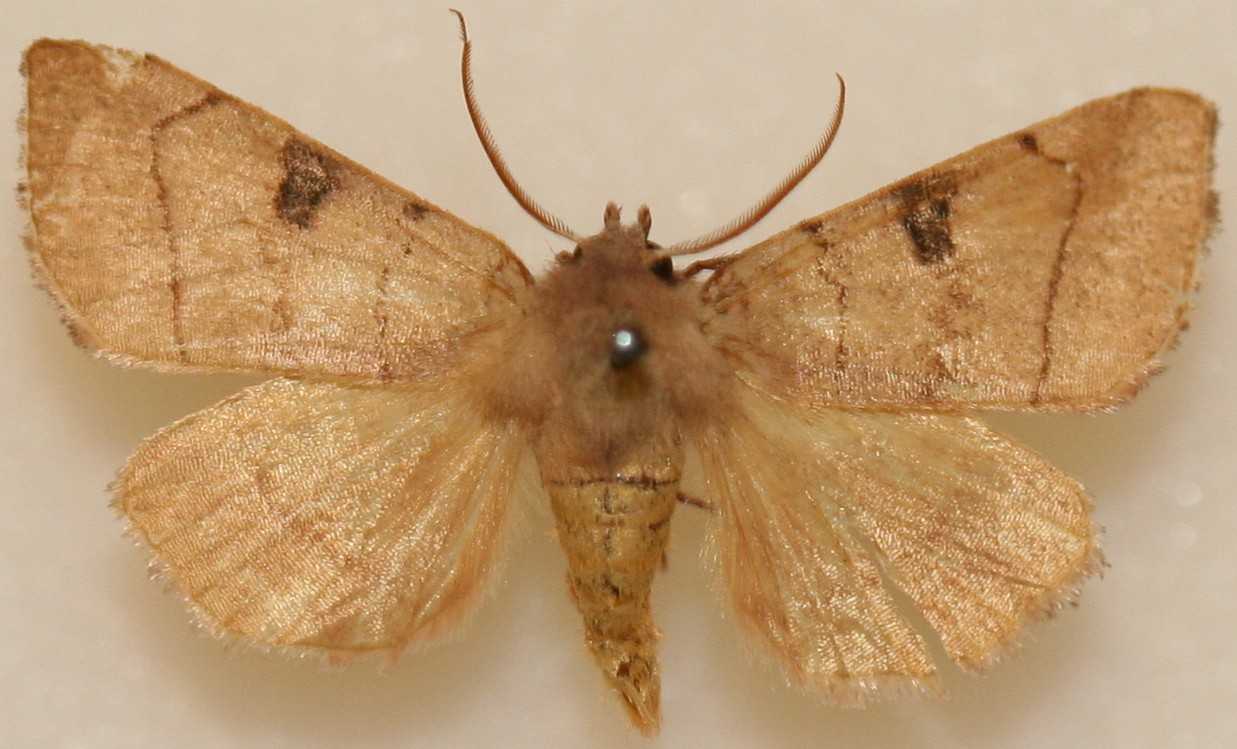
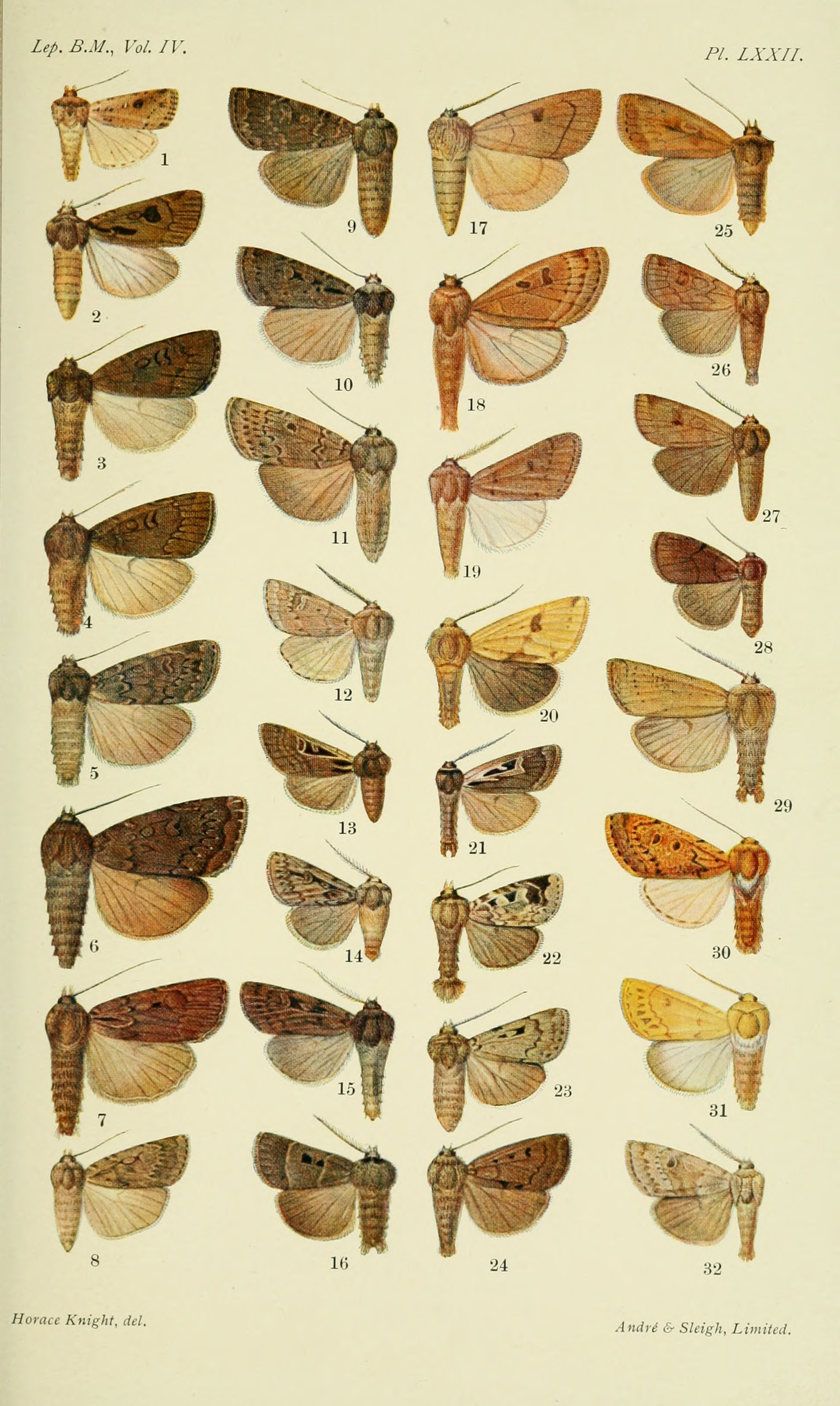